# 大沢一起
大沢一起（おおさわ いっき、1972年7月25日 - ）は日本の俳優、タレントである。血液型はA型。身長177cm。東京都出身。旧芸名は周摩（しゅうま）。

## 出演

### テレビドラマ
- 東京23区の女
- 千代田区の女
- はみだし刑事情熱系 PART3 第14話（1998年）
- お天気お姉さん
- 氷炎
- レッド（2001年）

### 映画
- エコエコアザラク -WIZARD OF DARKNESS-（1995年） - 新藤剣一 役
- 学校II（1996年、松竹）

### ビデオシネマ
- 女教師日記2 暴かれた性（1996年、東映ビデオ）
- 秘蜜 教えてあげる（1996年、レジェンドピクチャーズ） - 雅彦 役
- 皆殺しの天使〜ビデオの中に悪魔がいる〜（1997年、ミュージアム）

### 舞台
- ハムレット
- ドン・キホーテ
- シンデレラ
- 眠れる森の美女
- くるみ割り人形
- 海のサーカス

### CM
- CPP「ラジコンヘリ」